# Cuerpo calloso

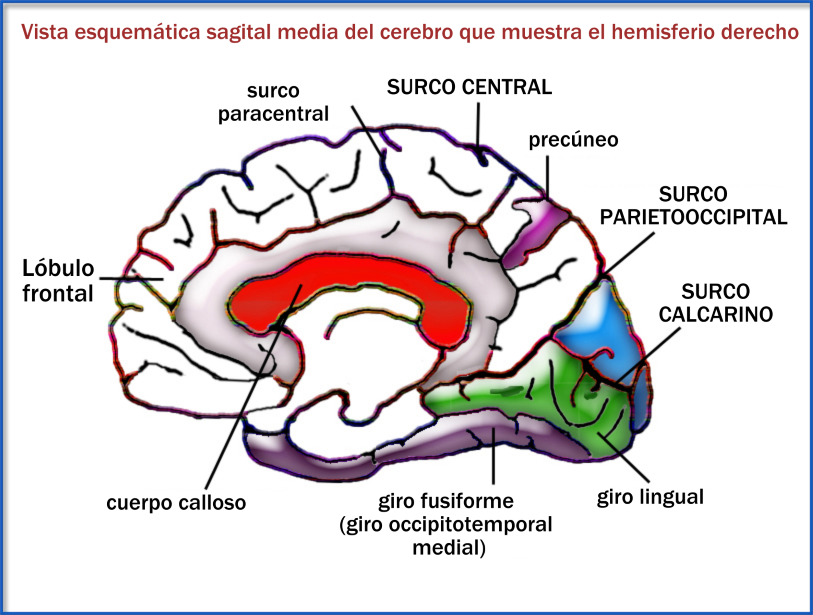
Partes del encéfalo. En el diagrama, el cuerpo calloso es la zona coloreada de rojo.

El cuerpo calloso es el haz de fibras nerviosas (comisura central) más extenso del cerebro humano. Su función es la de servir como vía de comunicación entre un hemisferio cerebral y el otro, con el fin de que ambos lados del cerebro trabajen de forma conjunta y complementaria.
Se ubica en la cisura interhemisférica. Tiene varias porciones: pico del cuerpo calloso, que se continúa con la lámina terminal y está a su vez con quiasma óptico; a continuación tenemos la rodilla (genu); luego el cuerpo y termina a nivel del esplenio o rodete del cuerpo calloso, que está en relación con la glándula pineal o epífisis y con la comisura habénular. El cuerpo tiene una cara superior, las estrías longitudinales mediales y laterales que son sustancia blanca, con el indusium griseum una lámina de sustancia gris, y una exterior en relación con putins pellusidum, pilar anterior del trígono y cuerpo del trígono.

Cuerpo calloso coloreado de rojo.

Las personas que nacen con agenesia del cuerpo calloso (es decir, sin él) presentan problemas neurológicos, sinéresis y problemas de comprensión, ya que su mente trabaja como si tuviera un cerebro dividido. Es decir, sería funcionalmente como una persona con dos cerebros, dado que la información recibida únicamente por uno de los hemisferios no pasaría al otro.
En la mayoría de los casos de agenesia de cuerpo calloso se crean otras conexiones, que si bien son rudimentarias comparado con el cuerpo calloso sirven para lograr un funcionamiento acorde. El procesamiento se vuelve más lento, pero no tienen problemas de comprensión, etc.
Los síntomas de la epilepsia refractaria se pueden reducir cortando el cuerpo calloso.